# Brahmo Samaj
Brahmo Samaj: Es un movimiento social y religioso fundado en el siglo XIX durante el llamado renacimiento de Bengala. Brahmo Samaj significa  literalmente la sociedad de devotos del Dios verdadero [verdad]. Brahmo significa quien adora a Brahman, el espíritu supremo del universo [Dios], y Samaj significa comunidad de gente unida.

## Historia

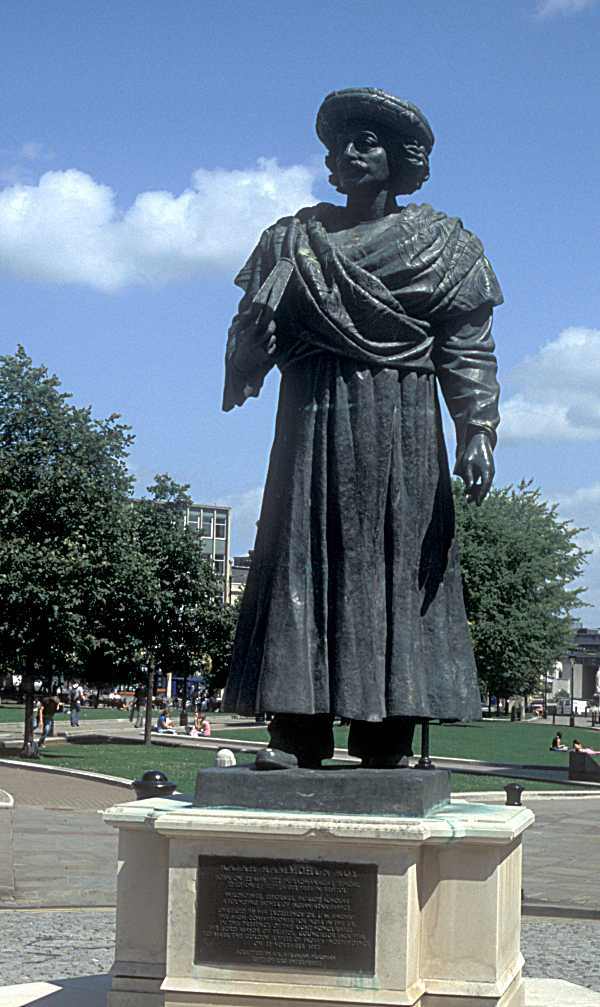
Estatua de Mohan Roy.

El movimiento lo comenzaron Raja Rammohun Roy y sus amigos el 20 de agosto de 1828, cuando abrieron un lugar para la adoración pública, el Brahma Sabha (sociedad de dios), en el camino de Chitpore (ahora Rabindra Sarani), en Calcuta, India. Se inauguró públicamente el 11 de Magh y el 23 de enero de 1830. La fecha anterior se celebra como Bhadrotsab y el último como Maghotsab. Estas son las dos festividades principales del movimiento Brahmo Samaj.
El prestigioso físico Jayant Narlikar escribió del movimiento de Roy lo siguiente:
"Roy entendía que el conocimiento de occidente no podía ser ignorado. Él admiraba las tradiciones filosóficas liberales de la India y fundó el Brahnmo Samaj, un movimiento religioso cuyo fin era popularizar esas ideas aclaradas... Puesto que la religión desempeñaba un papel fundamental en su época, intento una reforma de la religión de su tiempo...Su crítica sobre la religión existente, sus prácticas y el rígido sistema de castas le inspiró el deseo de hacer una religión consistente cambiando el mundo de su época..."
Después de la muerte de Raja Rammohun Roy en 1833, dejaron la gerencia interna enteramente en las manos del espolón Chandra Vidyabagish. En 1839, Debendranath Tagore, el hijo de príncipe Dwarkanath Tagore, un amigo y el partidario activo de Raja Rammohun Roy, fundaron la Sabha. En 7.º Pous Shaka 1765 (1843) Debendranath Tagore y otros veinte fueron iniciados formalmente en la que entonces fue nombrada Calcutta Brahmo Samaj por primera vez con un convenio firmado. El Pous Mela en Santiniketan comienza en este día debajo de Debendranath Tagore, el Samaj movido lejos de filosofías occidentales y anclado firmemente en las filosofías hindúes
El sensor de Keshub Chunder organizó la Calcutta Brahmo Samaj en 1857. Este nombre que conservó hasta el año de la primera separación en 1866, después de lo cual fue cambiado a Adi Brahmo (original) Samaj. El nuevo fue llamado Brahmo Samaj de la India.
Aunque, el movimiento de Brahmo Samaj fue llevado en Kolkata, la idea pronto se dispersó al resto de la India. Esto sucedió en el período en que los ferrocarriles se ampliaban y la comunicación se hizo más fácil. La presidencia exterior de Bengala algunos de los centros prominentes de la actividad de Brahmo era: Presidencias de Punjab, de Sind, y de Bombay y de Madras. Incluso hasta este día, hay varias ramas activas  en las afueras del oeste de Bengala. Bangladesh Brahmo Samaj en Dhaka guarda quemarse de la lámpara.

### Reforma social
En todos los campos de la reforma social, incluyendo la abolición del sistema de casta y del sistema de la dote, de la emancipación de mujeres, y de mejorar el sistema educativo, el Brahmo Samaj reflejó las ideologías del renacimiento de Bengala. Brahmoismo, como los medios de discutir el sistema de la dote, era un tema central del novella conocido de la lengua de 1914 bengalíes de Sarat Chandra Chattopadhyay, Parineeta. La cuenta de la unión de Brahmo Samaj de 1871 decretada como el acto especial de las uniones del sistema 1872 que las muchachas se podrían casar a la edad de 14 años.
También apoyó los movimientos de reforma sociales de la gente unida no directamente al Samaj, tal como el movimiento de Pandit Iswar Chandra Vidyasagar que promovió el casamiento de las viudas.
El Brahmo Samaj dirigido desarrollando una religión universal y esa se ha desarrollado sobre un período. El amigo de Bepin Chandra ha resumido sucinto la evolución:
“Raja Rammohun Roy nos había dado una filosofía de la religión universal. Pero la filosofía no era religión. Es solamente cuando la filosofía se organiza en ejercicios y las disciplinas éticas y los sacramentos espirituales que se convierte en una religión. Devendranath nos dio una religión nacional, en las fundaciones de la filosofía del Raja de la religión universal. A Keshub, sin embargo, fue dejado el trabajo de organizar la filosofía del Raja en una religión universal verdadera con nuevos rituales, liturgias, sacramentos y disciplinas, en donde fueron intentados ser reunidos no sólo las teorías y las doctrinas de las diversas religiones del mundo pero también sus vehículos y formularios externos hasta el punto de éstos fueran vehículos verdaderos de su vida religiosa o espiritual, privadas, sin embargo, con un proceso de tamizar espiritual, de sus imperfecciones, errores y supersticiones.”
Protap Chunder Mozoomdar Una de las contribuciones principales era el estudio de otras religiones y de ir a sus raíces. En 1869, el sensor de Keshub Chunder eligió entre de sus misionarios, cuatro personas y los ordenó como adhyapaks (oddhapôk del অধ্যাপক) o profesores de cuatro viejas religiones del mundo - rayo de Gour Govinda para el Hinduism, Protap Chunder Mozoomdar para el cristianismo, Aghore Nath Gupta para el Buddhism y sensor de Giris Chandra para el islam. Todos hicieron adecuada justicia  a la tarea que les fue asignada. Los esfuerzos de estas cuatro personas fueron seguidos posteriormente por otros en el Brahmo Samaj.

## Doctrina
Los principios fundamentales del Brahmo Samaj son:
Hay solamente un dios, el creador y mantenedor del mundo, que es infinito en energía, sabiduría, amor y santidad (véase el monoteísmo).
- El alma humana es inmortal, capaz de progreso eterno.
- Dios se manifiesta directamente al alma humana, y no hay profetas o mediadores entre dios y el alma.
- Todos los profesores y libros religiosos deben ser honrados siempre que estén en armonía con la revelación divina al alma.
- Dios debe ser adorado diariamente amándolo. Además, el Brahmo Samaj no cree en el cielo o el infierno como condiciones eternas de recompensa o castigo. En su lugar, ven el cielo como el estado de estar lleno de la revelación divina y el infierno como el estado de ser lleno de malos pensamientos.